# Cover Up
A Cover Up, az industrial metal Ministry 2008-as feldolgozásokból álló albuma. Az albumon 11 felvétel található, és 2008. április 1-jén került a boltokba. A Ministry 2008-ban oszlott fel, 2009-es koncertalbumuk pedig egy elköszönés a rajongóktól.

## Tartalma
1. "Under My Thumb" – 3:58 – eredeti előadó: Rolling Stones
2. "Bang a Gong" – 4:48 – eredeti előadó: T. Rex
3. "Radar Love" – 5:21 – eredeti előadó: Golden Earring
4. "Space Truckin" – 3:51 – eredeti előadó: Deep Purple
5. "Black Betty" – 3:21 – eredeti előadó: Lead Belly
6. "Mississippi Queen" – 3:14 – eredeti előadó: Mountain
7. "Just Got Paid" – 3:13 – eredeti előadó: ZZ Top
8. "Roadhouse Blues" – 4:27 – eredeti előadó: The Doors
9. "Supernaut" – 7:08 – eredeti előadó: Black Sabbath
10. "Lay Lady Lay" – 5:44 – eredeti előadó: Bob Dylan
11. "What A Wonderful Word" – 7:01 – eredeti előadó: Louis Armstrong